# MDMA
MDMA steht für die chirale chemische Verbindung 3,4-Methylendioxy-N-methylamphetamin. Es gehört strukturell zur Gruppe der Methylendioxyamphetamine und ist insbesondere als weltweit verbreitete Partydroge bekannt.
MDMA war in den 1980er Jahren mit der Droge Ecstasy – auch kurz E genannt – synonym und ist es in der Wahrnehmung vieler Konsumenten sowie in der Medienberichterstattung bis heute. Tatsächlich werden aber seit den 1990er Jahren in zunehmendem Maße Pillen unter dem Namen „Ecstasy“ gehandelt, die wenig oder gar kein MDMA, sondern auch andere Inhaltsstoffe beigemischt haben, wenngleich über die Hälfte der „Ecstasy“-Pillen, verschiedenen Untersuchungen zufolge, weiterhin MDMA enthalten. In kristallisierter oder pulverisierter Form werden seit den 2010er Jahren (insbesondere in den USA) auch die Bezeichnungen Molly und Emma verwendet.
Die freie Base MDMA ist ein Öl und enthält die funktionelle Gruppe eines sekundären Amins R2NH. Die freie Base bildet mit Salzsäure ein kristallines Hydrochlorid R2NH·HCl.

## Geschichte
Die Anfang der 1990er Jahre publik gewordene Behauptung, Fritz Haber hätte im Zuge seiner Doktorarbeit MDMA hergestellt, konnte nicht bestätigt werden. Die Prüfung der Dissertation aus dem Jahr 1891 ergab keine entsprechenden Anhaltspunkte. Der Chemiker Anton Köllisch synthetisierte im Labor des Pharmakonzerns E. Merck erstmals MDMA (damals als Methylsafrylamin bezeichnet) als Zwischenprodukt der Synthese von Hydrastinin und dessen Derivaten. Am 24. Dezember 1912 beantragte die Firma Merck hierfür das Patent, das am 16. Mai 1914 erteilt wurde. Es beschreibt im Wesentlichen einen generellen Syntheseweg diverser Amphetamine mit sauerstoffgebundenen Substituenten am Benzolring. MDMA war ein Zwischenprodukt auf der Suche nach einem Hydrastinin-Analogon. Diese wurden damals als „Hämostatika“ (blutstillende, gefäßzusammenziehende Mittel) bezeichnet. Aus MDMA als Synthese-Zwischenprodukt resultierte das Merck-Präparat Methylhydrastinin. Die Vermutung, MDMA sei als Appetitzügler (Anorektikum) entwickelt bzw. vertrieben worden, wurde nicht bestätigt.
1927 nahm der Merck-Chemiker Max Oberlin vermutlich die ersten pharmakologischen Tests ohne Versuche am Menschen vor. Er stellte die Forschung daran wieder ein, mit dem Vermerk, dass man die Substanz „im Auge behalten“ sollte. Der Begriff MDMA wurde 1937 erstmals genannt, als Beschreibung der zufällig entdeckten, spezifischen Wirkung des Amphetamins. 1952 unternahm der Merck-Chemiker Albert van Schoor toxikologische Experimente mit Fliegen und notierte: „Nach 30 Minuten 6 Fliegen tot“. Eine wissenschaftliche Publikation folgte daraus nicht.
1965 synthetisierte der Chemiker Alexander Shulgin die Substanz nach eigenen Angaben erstmals selbst, nachdem er ab 1962 mit den verwandten Substanzen MMDA und MDA experimentiert und durch Selbstversuche deren psychoaktives Potential erforscht hatte. MDA war zwischenzeitlich in den 1960er Jahren in Teilen der Hippiekultur in San Francisco als sogenannte „Liebesdroge“ (oder auch „hug drug“) bekannt geworden. Ob Shulgin die Substanz zu diesem Zeitpunkt selbst getestet hat, ist unklar, ebenso wie der Zeitpunkt, wann genau ein Mensch erstmals MDMA konsumiert hat. Ab 1970 beschlagnahmte die US-Polizei die ersten MDMA-Konsumeinheiten. Shulgin wurde prominent in der Geschichte des MDMAs, als er 1978 zusammen mit dem US-Pharmakologen David Nichols die erste psychopharmakologische Studie zu MDMA veröffentlichte.
MDMA wurde in den nachfolgenden Jahren von einigen Psychotherapeuten in ihrer Praxis bis zum Verbot durch die Drug Enforcement Administration (DEA) im Juli 1985 benutzt. Seit die DEA 2001 die therapeutische Anwendung von MDMA, begrenzt auf die Indikation der posttraumatischen Belastungsstörung (post traumatic stress disorder), erlaubte, greift eine kleine Zahl amerikanischer Psychotherapeuten während der Therapie (Exploration), jedoch nicht als Medikament, mittlerweile wieder darauf zurück.
Bis Mitte der 1980er-Jahre war MDMA uneingeschränkt verkehrsfähig. Die Verwendung als Rausch- oder Freizeitdroge (recreational drug) wurde zuerst in einigen Yuppiebars in Dallas, Texas beobachtet, es verbreitete sich dann in der schwulen Tanzszene New Yorks und schließlich, mit anderen Substanzen gemischt, in den Raveclubs. Zu dieser Zeit wurde die amerikanische Drug Enforcement Administration (DEA) auf MDMA aufmerksam. Sie verbot die Droge 1985 in den USA; ein Jahr später folgte ein weltweites Verbot durch die Weltgesundheitsorganisation WHO. Parallel zur wachsenden Popularität der Ravekultur wuchs die Verbreitung von Ecstasy/MDMA in den 1990er-Jahren. Während des Second Summer of Love 1988 wurde Ecstasy/MDMA im Rahmen der britischen Acid-House-Bewegung auch in Europa populär und entwickelte sich zur Droge der aufkommenden Ravekultur. Das Nachrichtenmagazin Der Spiegel berichtete erstmals am 22. Juni 1987 folgendermaßen über den neuen Trend:

„Vor allem das MDMA, das dem mittelamerikanischen Pflanzenextrakt Meskalin sehr ähnlich ist, findet ‚zunehmend Verbreitung in der Drogenszene‘, resümiert ein Bericht des Bundesgesundheitsministeriums. Dieser Amphetamin-Abkömmling, 1914 vom Darmstädter Pharmaunternehmen Merck zum Patent angemeldet, ist seit dem 1. August 1986 unter die Vorschriften des Betäubungsmittelgesetzes gestellt. Er wird als ‚XTC‘ oder ‚Exstasy‘ mittlerweile bundesweit gedealt, derzeitiger Schwarzhandelspreis pro Kapsel: um die 60 Mark.“

Seit den 1990er Jahren gehört MDMA neben Cannabis, Kokain und Amphetamin (inklusive Methamphetamin) zu den meistverbreiteten illegalen Drogen.

## Bezeichnungen im illegalen Vertrieb

### Ecstasy oder XTC

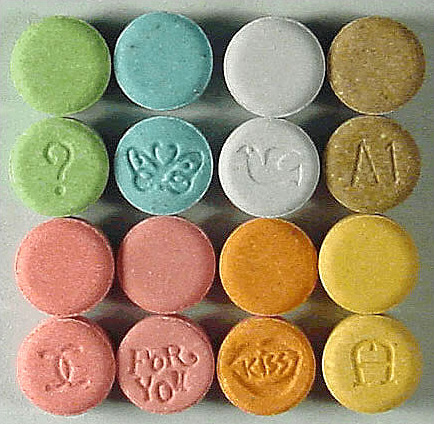
Ecstasy wird gewöhnlich in Tablettenform verkauft.

Ecstasy, auch XTC, ist ein um 1980 entstandener Begriff für sogenannte „Partypillen“, die zunächst fast ausschließlich MDMA enthielten. Heute ist Ecstasy faktisch die Sammelbezeichnung für eine Vielzahl von Phenylethylaminen – in der Wahrnehmung vieler Konsumenten aber im „Idealfall“ weiterhin allein für MDMA.
Ecstasy wird in der Regel in Tabletten- oder Kapselform produziert und ist mit einem Trägermittel vermengt.
Ecstasytabletten werden in der Szene häufig als Es, Pillen und Teile bezeichnet. Pro Stück wird derzeit etwa ein Marktpreis von fünf bis zehn Euro erzielt, die Produktionskosten liegen unterhalb eines Euros. Die Deutsche Beobachtungsstelle für Drogen und Drogensucht hat für 2013 einen leicht erhöhten Marktpreis von durchschnittlich 8,50 Euro ermittelt, nach 8 Euro im Vorjahr. Die EMCDDA maß europaweit Preise zwischen 4 und 17 Euro pro Pille mit einer Häufung zwischen 5 und 9 Euro.
In der Praxis konsumieren manche Abnehmer eine Pille, die ihnen als „Ecstasy“ angeboten wird und möglicherweise tatsächlich MDMA enthält, und verbinden damit dann eine entsprechende Erfahrung, wobei die nächste Pille einen vollkommen anderen Wirkstoff oder eine andere Konzentration enthalten und daher auch zu vollkommen anderen Reaktionen führen kann. Deswegen ist in manchen Kreisen die Nutzung des Begriffs Ecstasy bzw. der angebotenen Pillen regelrecht verpönt, weil zu unspezifisch, sofern MDMA konsumiert werden soll. Manche Nutzer verwenden einen Drogentest wie die Marquis-Reaktion, um zu prüfen, ob eine ihnen angebotene Pille zumindest MDMA enthalten kann. Tatsächlich kann mit diesem Test aber lediglich im Falle eines negativen Ergebnisses geschlussfolgert werden, dass sicher kein MDMA enthalten ist. Eine positive Reaktion hingegen ist keine Gewähr dafür, dass nicht noch andere Inhaltsstoffe enthalten sind. Auch die Konzentration des Wirkstoffs innerhalb der Pille kann mit diesem Test nicht ermittelt werden. Hierin liegt jedoch eine weitere Gefahr des Konsums von Ecstasy (s. Abschnitt „Gefahren“).
Die Wirkdauer liegt in der Regel bei vier bis sechs Stunden, sofern tatsächlich MDMA enthalten ist. In Deutschland wurden 2012 Wirkstoffgehalte von 1 mg bis zu – für die meisten Konsumenten überdosierten – 216 mg pro Pille ermittelt sowie ein Median von 83 mg. Damit stieg der Wirkstoffgehalt kontinuierlich von 50 mg im Jahr 2009 (58 mg 2010; 73 mg 2011) an.
Europaweit maß die EMCDDA 2012 Wirkstoffgehalte zwischen 43 und 113 mg pro Pille mit einer Häufung zwischen 64 und 90 mg, wobei 2012 in ganz Europa (ohne Türkei) 4,3 Millionen Pillen sichergestellt wurden.
In die meisten Tabletten werden „Markenzeichen“ eingepresst wie Vögel, Herzen, Delphine, Schmetterlinge oder (v. a. Auto-) Firmenembleme. Da sie leicht kopiert werden können, geben diese Erkennungszeichen keinen verlässlichen Hinweis auf die Wirkung oder die Inhaltsstoffe. Durch Ecstasy-Tabletten mit nicht klar definiertem Inhalt ist es wiederholt zu Todesfällen gekommen (s. Abschnitt Gefahren).
Andere Substanzen, die neben oder anstatt MDMA oft in Ecstasy enthalten sind, sind zum Beispiel: Amphetamin, N-Methylamphetamin, 4-Methoxyamphetamin (PMA), meta-Chlorphenylpiperazin (mCPP, ein Piperazinderivat), para-Methoxy-N-methylamphetamin (PMMA), 3,4-Methylendioxyamphetamin (MDA), 3,4-Methylendioxy-N-methylcathinon (MDMC), 3,4-Methylendioxy-N-ethylamphetamin (MDEA), 2-Amino-1-(3,4-methylendioxyphenyl)butan (BDB), 2-Methylamino-1-(3,4-Methylendioxyphenyl)butan (MBDB), 4-Brom-2,5-dimethoxyphenylethylamin (2C-B) etc.
Der Anteil der Proben, die ausschließlich den Wirkstoff MDMA enthalten, war in der Schweiz und in Österreich – wo legal sogenanntes Drug-Checking im Umfeld von öffentlichen Partys durchgeführt wird – 2008 nachweislich signifikant rückläufig. Immer häufiger müssen aufgrund von Drug-Checking-Resultaten Pillenwarnungen herausgegeben werden. Der Prozentsatz der als „Ecstasy“ gekauften Tabletten, die außer MDMA, MDE oder MDA keine psychotropen Substanzen enthielten, war in Österreich im Jahr 2008 mit 63 Prozent etwa im Bereich des Vorjahres, jedoch deutlich niedriger als in den Jahren davor (70 bis 90 %).
In der Bundesrepublik Deutschland stellt sich die Situation jedoch nach offiziellen Angaben anders dar: Gemäß Untersuchungen des Bundeskriminalamtes enthielten 2008 rund 97 % der untersuchten Monopräparate MDMA, was auch für 2012 noch gilt. Im Drogenbericht 2013 heißt es gar: „Nachdem bereits im letzten Berichtsjahr über ein verbessertes Angebot von Ecstasy-Tabletten mit einem höheren MDMA-Gehalt berichtet wurde, setzte sich diese Tendenz 2012 fort.“ Das Image von Ecstasytabletten habe sich im Zuge „der bereits im letzten Jahr eingetretenen merklichen Qualitätsverbesserung deutlich verbessert.“

„Die Skepsis der letzten Jahre, entstanden durch Tabletten mit anderen, unerwünschten Wirkstoffen (‚böse Pillen‘), scheint sukzessive aufgrund positiver Konsumerfahrungen zu verschwinden. Übereinstimmend berichten alle Trendscouts von einer durchweg hohen Verfügbarkeit“

Im Jahresbericht 2014 legte die DBDD genauere Zahlen für das Vorjahr vor: Demnach enthielten 99,2 Prozent aller untersuchten Pillen nur ein Präparat (2012: 94,9 %). Von diesen Monopräparaten waren 92,6 % MDMA. Demnach wären also etwa 9 von 10 als „Ecstasy“ angebotenen Pillen tatsächlich reine „MDMA-Pillen“. Allerdings enthielten von den Pillen mit nur einem Wirkstoff 6,6 % ausschließlich Amphetamin (Speed), sowie 0,7 % m-CPP und jeweils weniger als 0,1 % MDA oder MDE. Ob diese Zahlen, die sich lediglich auf die von den Behörden sichergestellten Pillen beziehen, wirklich repräsentativ sind, darf aber bezweifelt werden, angesichts der Tatsache, dass in Österreich und der Schweiz, wo Daten von freiwilligem „Drug-Checking“ vorliegen, deutlich mehr „Ecstasy“-Pillen andere Wirkstoffe als MDMA enthalten (s. o.).

### Herbal und Liquid Ecstasy
Deutlich zu unterscheiden von Ecstasy bzw. MDMA ist so genanntes „Bio-Ecstasy“ oder Herbal Ecstasy, das zumeist aus einer Mischung aus Guaraná, Coffein, Ephedra und anderen Stoffen besteht und eine legal erhältliche Droge ist (in Deutschland nur noch eingeschränkt; Ephedra ist beispielsweise seit einigen Jahren rezeptpflichtig), mit leicht aufputschender Wirkung, vergleichbar mit der von Energydrinks. Ebenfalls von MDMA deutlich zu unterscheiden ist das sogenannte Liquid Ecstasy, das auch als Fantasy bekannt ist und aus GHB (Gammahydroxybuttersäure) besteht. Diese Substanz wird meistens in flüssiger Form gehandelt und unterscheidet sich sowohl in ihrer Wirkung als auch in ihrer chemischen Zusammensetzung stark von MDMA.

### Molly
In jüngster Zeit wird MDMA insbesondere in den USA auch mit dem Begriff Molly (nicht zu verwechseln mit der sagenhaften Zauberpflanze Moly) in Verbindung gebracht. Angestoßen wurde der Trend insbesondere durch Künstler wie Miley Cyrus, Kanye West oder Madonna, die den Begriff durch öffentliche Äußerungen oder sogar in Songtexten bekannt gemacht haben. Bei Molly handelt es sich in der Regel um ein illegal vertriebenes Pulver, welches mitunter sogar als „reine Form von MDMA“ beworben wird. Letzteres geschieht insbesondere in Abgrenzung zu Ecstasy – welches schon seit Jahrzehnten nicht mehr ausschließlich MDMA enthalten muss. Tatsächlich enthalten die als Molly vertriebenen Produkte aber zumindest ersten Stichproben zufolge sogar noch seltener MDMA, als dies bei Ecstasy der Fall ist.
Laut der US-Drogenvollzugsbehörde DEA enthielten die zwischen etwa 2009 und 2013 im US-Bundesstaat New York sichergestellten Molly-Produkte nur in 13 Prozent der Fälle MDMA, und in diesen Fällen oft noch andere Stoffe wie Methylon, MDPV, 4-MEC, 4-MMC, Pentedron oder MePPP.

### MDMA-Kristalle

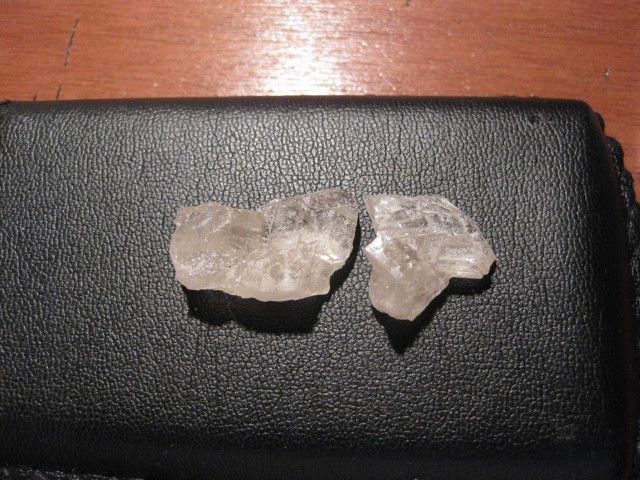
Zwei MDMA-Kristalle

Immer stärkerer Beliebtheit erfreut sich unter Drogenkonsumenten der Konsum von reinem MDMA in kristalliner Form (Szenenamen u. a. M oder Emma, unter anderem  pures MD, früher auch Cadillac). Der Vorteil ist, dass hier neben dem Marquis-Test, der auch bei Pillen prinzipiell anwendbar ist, bei entsprechender Erfahrung auch das Aussehen und der (nicht vorhandene) Geruch der Substanz zumindest weitere Indizien für die Echtheit liefern können. Zudem kann die Dosierung genauer erfolgen.
MDMA-Kristalle werden oft mit angefeuchtetem Finger „gedippt“ oder in Getränken aufgelöst und getrunken. Nach Angaben der Deutschen Beobachtungsstelle für Drogen und Drogensucht werden Kristalle tendenziell eher privat „gehandelt“, im Vergleich zu Pillen. Aus sieben von acht Szenen aus dem Bereich der elektronischen Musik wird von einer Verbreitung von MDMA-Kristallen berichtet. Allgemein sei mit den Kristallen „eine Vorstellung einer hohen Qualität assoziiert.“ Die tatsächliche Qualität wird als konstant gut beschrieben.
Laut einer Umfrage für den Zeit-Online-Drogenbericht im Herbst 2013, die im Rahmen des Global Drug Survey durchgeführt wurde, wurden von den befragten Konsumenten für 1 Gramm reines MDMA angeblich im Durchschnitt 33 Euro bezahlt. Die Deutsche Beobachtungsstelle für Drogen und Drogensucht hat für 2012 jedoch einen Preis von durchschnittlich 50 Euro pro Gramm ermittelt, was in etwa auf dem Preisniveau von 2011 liege.
Nicht zu verwechseln sind MDMA-Kristalle ausdrücklich mit der Droge Crystal, wobei der Konsument jedoch ein gewisses Risiko eingeht, bei vorhandenen Sprach- oder Verständnisproblemen versehentlich Crystal zu erhalten, wenn er in entsprechenden Kreisen nach MDMA-Kristallen verlangt.

## Isomerie

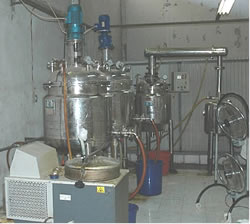
Untergrundlabor in Cikande (Indonesien), in dem MDMA und Methamphetamin in industriellem Umfang hergestellt wurden

Es existieren zwei Enantiomere, die (R)-Form und die dazu spiegelbildliche (S)-Form des Wirkstoffes MDMA.

## Synthese
Als Grundstoff für die Synthese von MDMA dient meist Piperonal. Ein möglicher Syntheseweg ist in PiHKAL beschrieben: Piperonal wird mit Nitroethan in einer Kondensationsreaktion (Henry-Reaktion) zu 1-(3,4-Methylendioxyphenyl)-2-nitropropen umgesetzt. Dieses wird (mittels elektrolytischem Eisen und Essigsäure) zu Piperonylmethylketon hydriert. Die Umsetzung dieser Verbindung mit Methylamin und gleichzeitiger Hydrierung (mittels amalgamiertem Aluminium und Wasser) in einem Arbeitsschritt ergibt das Endprodukt MDMA. Wird 3,4-Methylendioxyphenylpropan-2-on beim letzten Syntheseschritt dagegen mit Ammoniumacetat und Natriumcyanoborhydrid umgesetzt, führt dies zur Bildung von MDA. Das Benzylamin-Regioisomer von MDMA heißt M-ALPHA.

## Nachweis
Es gibt mehrere qualitative Nachweisreaktionen, die jedoch nur bedingte Rückschlüsse zulassen:
- Chromotropsäure-Reaktion
- Marquis-Reaktion
- Gehalt mit Perchlorsäure in Eisessig gegen Kristallviolett.

## Pharmakologische Eigenschaften

### Pharmakodynamik
MDMA wirkt im Zentralnervensystem als Releaser (Ausschütter) der endogenen Monoamin-Neurotransmitter Serotonin und Noradrenalin, und mit etwas schwächerer Wirkung auch Dopamin, was zu einem unüblich erhöhten Spiegel dieser Botenstoffe im Gehirn führt. Diese Transmitter prägen entscheidend die Stimmungslage des Menschen. Zu Details der Release-Wirkung siehe auch Pharmakologie des Amphetamins. Beide Enantiomere (Dextro-/Levo-MDMA) tragen in etwas unterschiedlicher Weise zur charakteristischen Wirkung des MDMA bei.
MDMA nimmt unter den „essentiellen Amphetaminen“ eine Sonderstellung ein: Bei N-Methylierung sind diese in der Regel per Milligramm insgesamt wesentlich wirksamer (vgl. hierzu Amphetamin vs. Methamphetamin). Im Gegensatz dazu wird MDA als „härter“ auf den Körper empfunden als MDMA. MDMA sollte nach Meinung einiger Autoren wegen dieser Einzigartigkeit eigentlich nicht zu den klassischen Amphetaminen gezählt werden, sondern als eigenständige Substanz angesehen werden.

### Pharmakokinetik
Nach einer Dosis von 75 mg wird innerhalb von zwei Stunden eine maximale Plasmakonzentration von etwa 0,13 mg/l erreicht. Die Plasmahalbwertszeit beträgt 6–7 Stunden.

### Psychische Wirkung

#### Empathogene Wirkung
Der Konsum von MDMA hebt laut Berichten von Konsumenten die Stimmung (Euphorie) und soll die Neigung zu sozialem Umgang (empathogene Wirkung) sowie die Wahrnehmung der eigenen Gefühle (entaktogene Wirkung) steigern. Möglicherweise gilt „Set & Setting“ – danach würden die eigene „mitgebrachte“ Stimmungslage oder die Atmosphäre der Umgebung das subjektive Erleben der MDMA-Wirkung färben und sowohl angenehme Gefühle als auch eine schlechte Stimmungslage könnten verstärkt werden.

#### Soziale Wahrnehmung
Laut einer Studie (2010), in der das soziale Verhalten unter Einfluss von MDMA gemessen wurde, zeigte sich eine verminderte Wahrnehmung von bedrohlichen Gesichtsausdrücken. Die Autoren der Studie schlossen daraus, dass durch die Droge soziale Annäherung – hier durch Ausblenden von Risiken – gefördert wurde und nicht soziale Einfühlung (Empathie). Die Ergebnisse wurden bestätigt durch eine andere Studie, bei der MDMA die Wahrnehmung simulierter sozialer Zurückweisung verminderte. Zwei weitere Studien zeigten, dass MDMA einerseits die Wahrnehmung negativer Gefühle anhand von ängstlichen, ärgerlichen, feindseligen und traurigen Gesichtern behinderte, andererseits die Fähigkeit zur Wahrnehmung positiver Gefühle steigerte, wobei eine Studie auch eine gesteigerte explizite und implizite emotionale Empathie sowie – bei Männern – gesteigertes prosoziales Verhalten maß.

#### Psychische Komplikationen
Die am häufigsten berichteten akuten Komplikationen sind Panikattacken – vor allem zu Beginn der Wirkung – und Intoxikation. Einzelfälle von Halluzinationen und anhaltende Störungen gemäß der Kategorie Fortbestehende Wahrnehmungsstörung nach Halluzinogengebrauch (Hallucinogen Persisting Perception Disorder, HPPD) sind seit den 1990er Jahren beschrieben und in neuer Zeit verstärkt zum Gegenstand der Forschung geworden. Über Wochen und Monate anhaltende psychotische Effekte, neben Halluzinationen auch Panikattacken und Depersonalisation, sind beschrieben worden, mehrfach auch nach nur einmaligem Konsum in üblicher Dosis.
Eine mögliche Folge des MDMA-Konsums kann auch gesteigerte Aggressivität sein, sowohl während der unmittelbaren Wirkung als auch nach vier Tagen, nicht mehr jedoch nach sieben Tagen. Beide Effekte, akute Wirkung und Nachwirkung nach vier Tagen, wurden auf die bekannten Störungen der Serotonin-Systeme zurückgeführt.

### Körperliche Wirkung
Das Hunger- und Durstgefühl und Schmerzempfinden werden reduziert. Es kommt zur Erhöhung von Puls (Tachykardie) und Blutdruck (Arterielle Hypertonie), zu Hyperthermie, wobei die Körpertemperatur auf bis zu 42 °C ansteigen kann, ggf. begünstigt durch exzessive körperliche Verausgabung (Tanzen) und zu geringe Flüssigkeitszufuhr. Durch MDMA wird die Atemfrequenz gesteigert (Tachypnoe), die Pupillen sind geweitet (Mydriasis) und es kommt zu Mundtrockenheit. Außerdem wird insbesondere im Umfeld von Musik der Bewegungsdrang gesteigert. Viele Konsumenten berichten außerdem von einer erhöhten physischen Sensibilität, so dass Berührungen sowohl aktiv als auch passiv als überdurchschnittlich angenehm empfunden werden, woraus auch die Bezeichnung von MDMA als „Kuscheldroge“ herrührt.

#### Unerwünschte Wirkungen
Unerwünschte Wirkungen (Nebenwirkungen) äußern sich auch in Erektions- und Orgasmusstörungen, in der Abschwächung des Geschmackssinns und in einem Kitzeln unter der Haut, das jedoch von vielen Konsumenten als angenehm empfunden wird. Besonders bei Überdosen oder regelmäßigem Konsum können weitere unerwünschte Folgen eintreten: Muskelkrämpfe (z. B. das Bedürfnis, die Wirbelsäule extrem durchzustrecken), insbesondere bei der Kaumuskulatur (Trismus, Bruxismus), Nystagmus (Muskelzuckungen, Augenzittern), gesteigerte Eigenreflexe, Brechreiz, Bewusstseinstrübung, depressive Phasen (insbesondere nach dem Nachlassen der Wirkung), innere Kälte (Hypothermie), schwere Kreislaufstörungen, starkes Schwitzen. Menschen mit Herzschwäche, Bluthochdruck, Diabetes mellitus, Epilepsie und Grünem Star sind gegenüber der Wirkung besonders disponiert. Vereinzelte Todesfälle nach MDMA-Konsum sind bekannt (s. Abschnitt Gefahren), jedoch ist nicht klar, welche Mengen MDMA innerhalb der vorangegangenen 2–3 Tage konsumiert wurden und welche genaue medizinische Disposition der Fälle vorlagen (Quelle: Pathologie UK/Wales). Die Kombination mit Alkohol oder anderen Drogen (Polyintoxikation) und die Dehydratisierung durch zu geringe Flüssigkeitsaufnahme und Überhitzung gelten als besondere Risikofaktoren.
Die meisten Konsumenten erfahren nach dem Trip ein sogenanntes Come-Down (auch als „Feierdepris“ bekannt), das mehrere Tage anhalten kann. Dies ist vor allem auf generelle Erschöpfung und akute Entleerung der Serotoninspeicher im Gehirn zurückzuführen. Die Symptome sind depressive Verstimmung, Müdigkeit, Antriebslosigkeit und seltener leichte Übelkeit. Mitunter setzt dieser Zustand auch erst zwei bis drei Tage nach dem Konsum ein (sogenannter Midweek Blues).

#### Erhöhte Cortisolwerte
In einem Review von 2014 wurden verschiedene Studien zitiert, die belegen, dass MDMA-Konsum zu einer markant erhöhten Ausschüttung des Stresshormons Cortisol führt. Bei einem Studiendesign mit Clubgängern wurden akut erhöhte Cortisolwerte von bis zu 800 % gegenüber der abstinenten Clubgänger-Kontrollgruppe in Speichelproben gemessen, die sich jedoch nach 72 h wieder fast auf die Ausgangswerte reduzierten:
- Cortisolwerte der MDMA-Konsumenten: 0 h: 0,28 ± 0,29 µg/dl; 2,5 h: 2,19 ± 1,15 µg/dl; 72 h: 0,36 ± 0,46 µg/dl
- Cortisolwerte der abstinenten Kontrollgruppe: 0 h: 0,21 ± 0,14 µg/dl; 2,5 h: 0,36 ± 0,41 µg/dl; 72 h: 0,24 ± 0,23 µg/dl

Die Wirkung des Cortisol ist sowohl akut als auch – selbst bei späterer Abstinenz – in Haaranalysen bei Konsumenten von legalen und illegalen psychoaktiven Substanzen noch nach drei Monaten nachweisbar. Am deutlichsten ausgeprägt war dieser Effekt bei der Gruppe der starken Konsumenten, die mehr als fünf Mal MDMA in den gemessenen drei Monaten konsumierten (55,0 ± 80,1 pg/mg – Cortisol in der Haaranalyse). Die Konsumentengruppe, welche moderat MDMA konsumierte (weniger als vier Mal in den gemessenen drei Monaten) und die Kontrollgruppe, welche MDMA-abstinent war, zeigten nur nicht-signifikante Unterschiede: moderate MDMA-Konsumenten (19,4 ± 16,0 pg/mg; p=0,015) vs. non-MDMA-Konsumenten (13,8 ± 6,1 pg/mg; p=0,001).

“Recent Ecstasy/MDMA users who had taken the drug on five or more occasions during the past 3-months, demonstrated an almost 4-fold increase in hair cortisol levels compared to non-user controls, and an almost 3-fold increase compared to light Ecstasy/MDMA users. Lighter recent Ecstasy/MDMA users, who had taken the drug on less than 4 occasions in the past 3-months, showed group mean cortisol level slightly higher than controls, although the difference was not significant.”

Die Autoren des Reviews (2014) schließen daraus, dass möglicherweise die erhöhten Cortisolwerte für die negativen MDMA-Wirkungen verantwortlich sind:

“We conclude that ecstasy/MDMA increases cortisol levels acutely and subchronically and that changes in the HPA axis may explain why recreational ecstasy/MDMA users show various aspects of neuropsychobiological stress.”

## Gefahren

### Allgemeines und Todesfälle

Vergleich von 20 verbreiteten Drogen in Bezug auf Abhängigkeitspotential und Gesundheitsgefahren (MDMA hier als „Ecstasy“ bezeichnet)

Schadenspotenziale geläufiger Drogen

Vergleich von Abhängigkeitspotential und Verhältnis zwischen üblicher und tödlicher Dosis verschiedener Drogen

MDMA wird in vielen Studien regelmäßig im Vergleich zu Drogen wie Alkohol oder mitunter selbst zu Cannabis als weniger schädlich eingestuft. So landete MDMA beispielsweise in einer im März 2007 in der Fachzeitschrift The Lancet veröffentlichten Studie eines Forscherteams um David Nutt auf Platz 17 der 20 verglichenen Substanzen, wobei Alkohol und Heroin zu den gefährlichsten Drogen gezählt wurden (siehe hierzu Droge: Klassifizierung nach Schadenspotenzial).
Im Drogenbericht 2013 der Europäischen Beobachtungsstelle für Drogen und Drogensucht (EMCDDA) heißt es:

„Zu den Beschwerden, die im Zusammenhang mit dem Konsum dieser Substanz auftreten, zählen akute Unterkühlung und psychische Probleme. Ecstasybedingte Todesfälle kommen selten vor.“

So wurden in Deutschland im Jahr 2010 zwei Todesfälle gezählt, die direkt mit dem alleinigen Konsum von „Ecstasy“ in Verbindung standen, in vier weiteren Todesfällen war „Ecstasy“ in Kombination mit anderen Drogen involviert. Im Jahr 2013 wurden drei Todesfälle im direkten Zusammenhang mit „Amphetaminderivaten“ gezählt, wobei MDMA nicht gesondert ausgewiesen wurde, 2014 lag die entsprechende Zahl ebenso wie im Vorjahr bei drei Todesfällen, 2015 bei sechs Todesfällen, 2016 bei zwei Todesfällen und 2017 bei vier Todesfällen.

### Abhängigkeitspotenzial
MDMA hat ein gewisses psychisches Abhängigkeitspotenzial. Allerdings entwickelt sich im Unterschied zu Alkohol, Cannabis, Kokain oder Opiaten in solchen Fällen nur äußerst selten ein täglicher Konsum der Droge, was mit dem Wirkspektrum der Droge in Verbindung gebracht werden kann. Häufiger entwickelt sich eine Abhängigkeit in direktem Zusammenhang mit dem üblichen Setting, in dem die Droge genommen wird – z. B. Technoparty-Umfelder – etwa, wenn die Wochenenden bereits donnerstags beginnen und erst montags wieder enden und sich die Person in dieser Zeit im Partyambiente „fallenlässt“ bzw. „verliert“.
Innerhalb der „Szene“ wird eine Pause von mindestens 4–6 Wochen zwischen den einzelnen Konsumvorgängen empfohlen und von manchen regelmäßigen Konsumenten auch eingehalten, um wieder die volle Wirkung empfinden zu können.

### Verunreinigungen
Viele Konsumenten gehen davon aus, dass sie reines MDMA konsumieren, wenn sie „Ecstasy“-Pillen oder Molly zu sich nehmen. Dies ist jedoch nicht immer der Fall. Eine der Gesundheitsgefahren des MDMA-Konsums besteht in der ungewollten Aufnahme einer schwankenden Menge, unbekannter Streckungsmittel oder gänzlich anderer Mittel, die als „Ecstasy“ oder Molly verkauft werden.

### Mischkonsum und Überdosierung
Nicht nur bei vorgeschädigten, sondern auch bei gesunden Personen kann eine Überdosierung mit MDMA oder der Mischkonsum mit anderen Drogen, besonders gefährlich mit Methamphetamin, in sehr seltenen Fällen zu einem akuten Herzversagen führen, da MDMA (wie die meisten Amphetaminderivate) ein Calciumantagonist (Calciumkanalblocker) ist. Das heißt, MDMA ist eine Substanz, die den Einstrom von Calcium in die Zellen hemmt und damit die elektromechanische Koppelung im Zellsystem stört. Dies führt zur Verminderung des Tonus (Anspannungszustandes) der Gefäßmuskulatur und der Kontraktilität (Fähigkeit, sich zusammenzuziehen) des Herzmuskels.
Vergleichsweise verbreitet – obwohl riskant – ist der Mischkonsum mit Alkohol, laut einer nicht-repräsentativen Umfrage sogar in über der Hälfte der Fälle. Dies führt zu einer stärkeren Belastung von Leber und Niere und trocknet den Körper weiter aus. Zudem kommt es hierdurch leichter zu Wärmestaus und gefährlichen Überhitzungserscheinungen. Außerdem werden die negativen Effekte des „Runterkommens“ durch Mischkonsum mit Alkohol weiter verstärkt, die klaren und entaktogenen Wirkungen hingegen vermindert.
Insbesondere wenn MDMA nicht kristallin, sondern in Pillenform konsumiert wird, besteht die Gefahr einer Überdosierung mit den im Folgenden beschriebenen negativen Reaktionen, da die Menge des Wirkstoffs grundsätzlich nicht sicher bekannt ist, sofern keine chemische Analyse einer Pille durchgeführt wird. In der Praxis liegt die Konzentration oft bei 50–150 mg pro Tablette, sofern überhaupt wirklich MDMA enthalten ist (s. o.). Der Konsument hat aber in der Praxis kaum eine Chance, die in gewissen Kreisen empfohlene Menge von 1,3 (für Frauen) bis 1,5 mg (für Männer) MDMA pro kg Körpergewicht korrekt zu dosieren, sofern er eine Pille konsumiert.
Zu der Frage, welche Überdosis mit einer gewissen Wahrscheinlichkeit zum Tod führt, gibt es unterschiedliche Angaben, die von dem 5-fachen bis zum 20-fachen der „regulären Dosis“ reichen, welche wiederum von Gewicht und Verfassung des Konsumenten abhängt. 2013 verstarb in Großbritannien ein 15-jähriges Mädchen nach dem Konsum von 500 mg MDMA.

### Lebensbedrohliche akute Nebenwirkungen
Die größte akute Gefahr beim Konsum ist Überhitzung, da MDMA entwässernd und temperatursteigernd wirkt. Intensives Tanzen verstärkt den Effekt der Überhitzung, und der Konsument nimmt die Warnsignale des Körpers nicht richtig oder zumindest abgeschwächt wahr. Die Körpertemperatur kann auf gefährliche 40 bis 42 °C steigen, was schlimmstenfalls zu Organversagen und in Konsequenz zu Koma oder sogar Tod führen kann. Dem kann in der Theorie vergleichsweise leicht durch regelmäßiges Trinken und das Einlegen von Pausen entgegengewirkt werden. Da jedoch das Durstgefühl stark vermindert oder komplett ausgeschaltet ist und ein gewisser Bewegungsdrang besteht (s. o. „Körperliche Wirkung“), wird dies von unerfahrenen Konsumenten oft nicht oder falsch durchgeführt. Die Aufnahme von zu viel Wasser kann wiederum zu einer Hyperhydratation führen. Mittlerweile sind daher tödliche Fälle von MDMA-Konsum sowohl in den USA als auch in Europa beobachtet worden.
MDMA kann eine akute Senkung des Natriumspiegels im Blut bewirken („Ecstasy-induzierte Hyponatriämie“). Diese seltene, aber gefährliche Nebenwirkung kann Übelkeit, Verwirrtheit oder einen epileptischen Anfall zur Folge haben. Bei Patienten mit diesem Symptom endet einer von fünf Fällen tödlich. Der Mechanismus dieser Nebenwirkung ist nicht vollständig verstanden, wird aber vermutlich durch MDMA selbst ausgelöst. Die Nebenwirkung wird durch das weibliche Hormon Östrogen verstärkt, daher tritt der Effekt bei Frauen häufiger auf. MDMA-induzierte Hyponatriämie wird in leichten Fällen durch die Gabe von Diuretika oder der Limitierung der Flüssigkeitszufuhr behandelt, in schweren Fällen wird dem Patienten eine isotonische Salzlösung verabreicht, um das Elektrolytgleichgewicht wiederherzustellen.
2009 gab es überzeugende Hinweise, dass selbst bei abstinenten ehemaligen Konsumenten ein erhöhtes Risiko für ein Schlafapnoe-Syndrom besteht.

### Neurotoxizität und Langzeitschäden
Das Risiko von Defiziten bei kognitiven Leistungen und beim Gedächtnis, dem sich MDMA-Konsumenten möglicherweise aussetzen, ist Gegenstand andauernder Forschung. Es existieren Studien, die einen Zusammenhang zwischen dem Konsum und entsprechenden Defiziten in Teilbereichen als belegt ansehen, so beispielsweise zwei groß angelegte Längsschnittstudien im Format von prospektiven Kohortenstudien in Amsterdam (2007) und Köln (2013). Die Relevanz dieser beiden Studien wird in einer systematischen Übersichtsarbeit von 2013 durch eine detaillierte Beschreibung hervorgehoben. Die prospektive Längsschnittstudie von Halpern et al. (2011) konnte hingegen keine signifikanten, auf MDMA-Konsum rückführbaren negativen kognitiven Effekte ermitteln. Hermle et al. (2018) berücksichtigen die widersprüchlichen Ergebnisse der prospektiven Längsschnittstudien und halten in ihrer Übersichtsarbeit fest:

„Subtile Störungen des Alltagsgedächtnisses sind die konsistentesten aktuellen Forschungsbefunde, die bei chronischen Ecstasy-Konsumenten nachgewiesen wurden.“

In einer 2009 veröffentlichten Metastudie wurde eine Anzahl an Studien, die die neurotoxischen Effekte von MDMA-Konsum untersuchen, ausgewertet. Einerseits kamen die Autoren zu dem Schluss, dass nur ein geringer Anteil der Arbeiten eine methodisch ausreichende Qualität aufweist. Andererseits würden auch in den qualitativ hochwertigen Studien meist neurotoxische Folgen ausgewiesen, wobei die klinische Signifikanz im jeweiligen Einzelfall schwanken könne, im Durchschnitt die Defizite aber „wahrscheinlich relativ klein“ seien. Auch die Autoren der niederländischen Längsschnittstudie (s. o.) sprechen davon, dass trotz gemessener Defizite der Drogenkonsumenten, deren Leistung „noch im normalen Bereich“ und die unmittelbare klinische Relevanz „begrenzt“ sei – wobei langfristige Konsequenzen jedoch nicht ausgeschlossen werden könnten. In einer weiteren systematischen Übersichtsarbeit von 2013 wurden folgende neurotoxischen Schäden aufgeführt: Demnach schädigt MDMA serotonerge Nervenendigungen (Axonterminale) im Striatum, Hippocampus und präfrontalen Cortex. Bei Nagetieren, nicht-menschlichen Primaten, und Menschen bleiben derartige Schäden über mindestens zwei Jahre bestehen. Es wurden Hinweise aufgezeigt, dass MDMA die Anzahl der GABAergen Interneuronen im Hippocampus vermindert. Die neurotoxischen Schäden wurden dem abweichenden Verhalten von MDMA-Konsumenten – auch während ihrer Abstinenz-Zeiten – zugeordnet, wie verminderte Leistungen bei Gedächtnis, Aufmerksamkeit, Verhaltenssteuerung und Impulskontrolle (Exekutive Funktionen). Eine umfassende Metaanalyse von 2016 auf der Grundlage von 39 Einzelstudien fand einen geringen Effekt von MDMA auf die exekutiven Funktionen, die als Entsprechung zu den neurotoxischen Wirkungen in serotonergen Nervensystemen gewertet wurden:

“The results from this meta-analysis demonstrate EF deficits in current ecstasy users. However, the size of this overall effect was small.”

„Die Ergebnisse dieser Metaanalyse zeigen EF-Defizite bei derzeitigen Ecstasy-Konsumenten. Die Stärke des Gesamteffekts war jedoch gering.“

Auch konnte nicht ausgeschlossen werden, dass z. B. Alkohol oder andere Drogen für die Defizite der exekutiven Funktionen verantwortlich waren:

“As such, we cannot rule out the possibility that alcohol and other drugs may also contribute to deficits in executive functioning.”

„Daher können wir nicht ausschließen, dass auch Alkohol und andere Drogen zu Defiziten bei den exekutiven Funktionen beitragen können.“

Nach Hermle et al. (2018) sind zumindest bei starken Konsumenten längerfristige Schädigungen des zentralen serotonergen Systems nach derzeitigem Wissenstand wahrscheinlich. Aus Tierversuchen ist bekannt, dass chronische Gaben höherer MDMA-Dosen zu pathologischen Veränderungen an Serotonin-Neuronen führen. Einer Untersuchung aus dem Jahr 2001 zufolge scheint nicht-metabolisiertes MDMA dabei nicht zellzerstörend zu sein. Mehrere Studien an Menschen mit verschiedenen bildgebenden Verfahren zeigten langfristige Störungen der Serotonin-Systeme.
Die degenerative Wirkung auf das Hirngewebe kann durch mehrere parallele Mechanismen verursacht sein. So können Abbauprodukte des MDMA (unter Öffnung der Methylenbrücke) zellgiftige Eigenschaften haben. Des Weiteren kann es durch Aufnahme von Dopamin in Serotoninzellen zur Fehlmetabolisierung des Dopamins kommen, die zur Bildung des zellgiftigen 6-Hydroxydopamin führt. Auch legen Versuche mit Ratten nahe, dass der hyperthermische Effekt von MDMA mitunter die neurotoxischen Schäden stark ansteigen lässt. Dasselbe gilt auch für eine erhöhte Raumtemperatur, wie sie z. B. in Diskos und Clubs vorzufinden ist.
Studien mit Mäusen und Ratten zeigten, dass Tetrahydrocannabinol, sowie das künstliche Cannabinoid CP 55,940, den hyperthermischen Effekt von MDMA vollständig unterbinden. Die dabei hervorgerufene Hypothermie vermindert neurotoxische Schäden. Eine placebokontrollierte Doppelblindstudie beim Menschen zeigte jedoch die entgegengesetzte Wirkung. Zwar war der Höhepunkt der MDMA-bedingten Temperaturerhöhung durch die Zugabe von Cannabis um circa 45 Minuten verzögert, er war jedoch gleich hoch. Ein deutlicher Verstärkungseffekt durch Cannabis war dadurch gegeben, dass das MDMA-bedingte Temperatur-Maximum nunmehr länger als 2,5 Stunden (Ende der Messungen) anhielt, während es ohne Zugabe von Cannabis bereits nach 45 Minuten abgesunken war und nach weiteren 2,5 Stunden ganz auf den Ausgangswert vor der MDMA-Einnahme zurückgegangen war.
Mehrere, gezielt auf Gedächtnisleistungen fokussierende Studien deckten bei MDMA-Konsumenten statistisch signifikante Defizite bei allen Gedächtnisarten und in Abhängigkeit vom Ausmaß des Konsums auf. Die Beeinträchtigungen korrelieren im Allgemeinen mit der Dauer und der Häufigkeit des MDMA-Konsums, dennoch können prinzipiell nicht nur starke Konsumenten, sondern auch relativ moderate Gelegenheitskonsumenten davon betroffen sein.

### Wechselwirkungen mit Medikamenten und psychotropen Substanzen
Gewisse Arzneimittelwechselwirkungen mit MDMA stellen ein besonderes hohes Gesundheitsrisiko dar. Insbesondere einige Virustatika wie der HIV-Proteaseinhibitoren Ritonavir oder der Reverse-Transcriptase-Inhibitor Delavirdin führen zur starken Erhöhung des MDMA-Plasmaspiegels, der außer einem verlängerten Rauschzustand eine lebensbedrohliche Intoxikation verursachen kann.
Das Schmerzmittel Tramadol (Opioid-Analgetika) wirkt ebenfalls auf den Haushalt von Serotonin und Noradrenalin. Bei zeitlich abgesetztem Konsum eines entsprechenden Medikaments und MDMA kann es zur Wirkungsverstärkung sowohl des MDMA als auch des Medikaments kommen, die ebenfalls einen lebensbedrohlichen Verlauf nehmen kann.
Ein besonderes Risiko besteht in der Kombination mit MAO-Hemmern, die in Medikamenten wie Antidepressiva (Moclobemid) und Dopaminergika bei Parkinson-Krankheit (Selegilin) sowie in der psychoaktiven Substanz Harmalin (Komponente der halluzinogenen Droge Ayahuasca) enthalten sind. Da MAO-Hemmer die Wirkung von zusätzlichen Auslösern von Serotonin, Dopamin und Noradrenalin, zu denen MDMA zählt, in erheblichem und unvorhersehbarem Maße verstärken, besteht hier ein unkalkulierbares Risiko, gerade auch in Kombination mit Ayahuasca wegen dessen MAO-Hemmer Harmalin. Typische Folgen der Kombination sind Erscheinungen des Serotoninsyndroms, die durch Störung der Steuerung der Atemmuskulatur bis zum Tode führen können. Da manche MAO-Hemmer über Tage nachwirken, ist bei ihrem Absetzen eine Frist von zwei Wochen vorgeschrieben, bevor wechselwirkende Medikamente genommen werden können.

## MDMA-unterstützte Psychotherapie

### Vorgeschichte ab den 1950er Jahren
In den 1950er Jahren untersuchte das US-Militär, wie Meskalin-ähnliche Substanzen in Verhörprogrammen eingesetzt werden können. Dabei wurde auch MDMA unter der Bezeichnung EA 1475 erforscht. Man versuchte, sogenannte „Wahrheitsdrogen“ zu finden, also chemische Verbindungen, die in der Lage sind, psychische Hemmungen zu reduzieren. Damit sollte die Wahrscheinlichkeit erhöht werden, dass Menschen Geheimnisse preisgeben. Entaktogene wie MDA, MDE und MDMA waren dabei von besonderem Interesse, weil sie Menschen ermutigten, offener zu sprechen, ohne gleichzeitig Wahrnehmungsstörungen wie Halluzinationen hervorzurufen, wie dies bei LSD und Meskalin häufiger vorkam. Die Untersuchungen wurden in den frühen 1960ern eingestellt, da alle getesteten Substanzen als Wahrheitsdrogen versagten.
Ab den 1970er Jahren wurde MDMA, ähnlich wie Meskalin, LSD, Psilocybin und MDA, experimentell von einigen US-amerikanischen Psychiatern und Psychotherapeuten in der psycholytischen Psychotherapie, sowie in Selbsterfahrungs- und spirituellen Gruppenveranstaltungen eingesetzt. Es sollte den Konsumenten helfen, in Kontakt mit ihren „wahren Gefühlen“ (true feelings) zu kommen und bessere emotionale Beziehungen zu ihren Mitmenschen zu erreichen. Zumindest in Kalifornien war es erlaubt, nicht kommerziell verfügbare Drogen in einer ärztlichen Praxis zu verwenden, wenn sie von einem Arzt oder Apotheker selbst hergestellt wurden. Der kalifornische Psychotherapeut Leo Zeff, der sich seit 1961 mit psychedelischer Therapie beschäftigte, verwendete ab 1977 MDMA in seiner therapeutischen Arbeit, da er nach einer weniger toxischen Variante des MDA (MDMA-Analogon) suchte. Er verabreichte in den folgenden 12 Jahren MDMA an etwa 4000 Menschen und leitete mehr als 150 Therapeuten an. Der US-amerikanische Psychiater Rick Ingrasci, der 150 MDMA-Sitzungen mit 100 Patienten durchführte, sprach sich 1985 – neben anderen – in einer Anhörung während des Verbotsverfahrens der US-amerikanischen Drug Enforcement Administration (DEA) für die weitere Erforschung des therapeutischen Potenzials von MDMA aus. Der administrative law judge der DEA teilte die Meinung von Ingrasci, wurde jedoch überstimmt.
Über die Erfahrungen in den ersten bekannt gewordenen experimentellen Anwendungen gibt es nur wenige systematische Berichte. Eine Fragebogen-Studie aus dem Jahr 1986 an 29 Klienten (hauptsächlich Kollegen und persönliche Freunde) beschrieb bei allen Teilnehmern positive Erfahrungen neben einigen negativen.

### Verbot ab Mitte der 1980er Jahre
Im Rahmen des War on Drugs wurde MDMA dann im Jahr 1986 weltweit verboten, insbesondere mit der aufkeimenden Techno-Bewegung und der daraus folgenden moralischen Panik. Nach dem Verbot wurde es einerseits in Party- und spirituellen Szenen mystifiziert, andererseits von politischer Seite gezielt dämonisiert. Seine therapeutische Anwendung blieb durch diese Entwicklungen weitgehend im Untergrund und die Erforschung von MDMA hinsichtlich einer medizinischen Verwendung in den meisten Ländern unmöglich.
Jedoch hatten einige Mitglieder der 1985 gegründeten Schweizerischen Ärztegesellschaft für Psycholytische Therapie (SÄPT) vom Bundesamt für Gesundheit in der Zeit von 1988 bis 1994 die Bewilligung zur Durchführung psycholytischer Therapien mit LSD, Psilocybin und MDMA bei ausgewählten Patienten erhalten. Die häufigsten Diagnosen waren Persönlichkeitsstörungen (38 %), Anpassungsstörungen (26 %) und affektive Störungen (25 %). Eine systematische wissenschaftliche Begleitung und Evaluation wurde allerdings unterlassen. Es fand lediglich eine rückblickende Fragebogenstudie bei 170 Patienten statt.

### Jüngere Geschichte
Im Anschluss an die ersten klinischen Studien mit MDMA und LSD mit Patienten in der Schweiz ab 2006 wurde ab 2014 die „beschränkte medizinische Anwendung“ (Compassionate Use) von MDMA und LSD auch außerhalb von Studien wieder aufgenommen. Die Daten von 18 Patienten wurden ausgewertet, darunter 11 Patienten mit einer posttraumatischen Belastungsstörung.
Angesichts der steigenden Zahlen von US-Soldaten mit PTBS wurden auch in den USA einige Restriktionen aufgehoben. 2017 genehmigte die Food and Drug Administration (FDA) begrenzte Forschungsarbeiten zur MDMA-unterstützten Psychotherapie bei PTBS für Soldaten im Auftrag des Kriegsveteranenministeriums. Bisherige Resultate weisen darauf hin, dass MDMA die Wirksamkeit einer Psychotherapie bei PTBS und bestimmten anderen Diagnosen verbessern könnte.
Systematische Übersichtsarbeiten von 2016 bis 2021 mit allerdings geringen Fallzahlen und Schwierigkeiten bei der Verblindung der Probanden kommen zu dem Ergebnis, dass die therapeutische Anwendung von MDMA dauerhaft wirksam und nebenwirkungsarm ist. Smith und Koautoren weisen auf die Wichtigkeit strenger Regulierung des MDMA-Einsatzes hin. Hoskins und Koautoren stellen „beeindruckende Ergebnisse“ fest, verweisen aber auch auf die Notwendigkeit weiterer Forschung. Varker und Koautoren stufen die Evidenz für die Wirksamkeit von MDMA-unterstützter Therapie als „moderat“ ein.
Für Patienten mit Depression und Angststörung im Zusammenhang mit einer terminalen Erkrankung wurde ein hohes Potenzial festgestellt und ebenfalls weitere Forschung gefordert.
Als Fazit lässt sich formulieren:

„Für einige Patienten mit bestimmten Krankheitsbildern und therapieresistentem Verlauf könnte diese Behandlungsform unter Abwägung von Risiken und Nutzen vielversprechend sein. Dabei wird aufgrund der mangelnden wirtschaftlichen Ergiebigkeit auch weiterhin ein eher geringes Interesse der pharmazeutischen Industrie an der Entwicklung und wissenschaftlichen Evaluation dieser Substanzen anzunehmen sein. Klar abzugrenzen von diesen klinisch-wissenschaftlichen Therapien und Vorhaben sind Meldungen über esoterisch akzentuierte Untergrundtherapien, wie sie 2009 in Berlin zu zwei Todesfällen führten oder 2015 zu einem Großeinsatz der Rettungskräfte in Niedersachsen. Entscheidend ist daher, dass die substanzunterstützte Psychotherapie mit serotonergen Psychoaktiva medizinischen Sicherheitsstandards folgen muss, einschließlich einer klaren Indikationsstellung mit Berücksichtigung von Kontraindikationen, einer Aufklärung der Patienten über die Wirkungen und Risiken der Behandlung, einer fundierten Ausbildung der Therapeuten mit Supervision und Intervision sowie einer wissenschaftlichen Begleitung und Qualitätssicherung im Vergleich mit anderen Behandlungsformen.“

Einen vom Unternehmen Lykos Therapeutics in den USA gestellten Arzneimittelzulassungsantrag zur Behandlung der posttraumatischen Belastungsstörung mit MDMA in Kombination mit Psychotherapie lehnte die Arzneimittelbehörde Food and Drug Administration (FDA) im August 2024 ab. Sie folgte damit dem Rat des zuständigen Beratungsgremiums, das methodische Mängel bei der Durchführung der Phase-3-Studie zur Wirksamkeitsprüfung kritisiert hatte und mehrheitlich kein positives Nutzen-Risiko-Verhältnis gegeben sah. Die FDA forderte eine neue Phase-3-Studie.

### Schweiz
Seit 2014 kann das Bundesamt für Gesundheit (BAG) Ausnahmen für ärztliche Einzelbehandlungen bewilligen. 2022 wurden über 250 Bewilligungen erteilt, Tendenz steigend. Der Bedarf ist deutlich größer und kann durch die Therapeuten nicht gedeckt werden. Begrenzend ist die Verfügbarkeit ausgebildeter Therapeuten. Indikationen sind: Posttraumatische Belastungsstörung, Soziale Angst/Autismus, Alkoholkonsumstörung, Depression, Essstörungen, Paartherapie. Erfolge werden in Studien regelmäßig ausgewertet. Seit 2018 bietet die SAEPT eine Weiterbildung zur Begleitung von Patienten in der Substanz-assistierten Therapie an.

## Verbreitung
MDMA ist nach Angaben der Deutschen Beobachtungsstelle für Drogen und Drogensucht eine der beliebtesten „Partydrogen“, insbesondere „in Techno-/House-Umfeldern“. So soll MDMA in den elektronischen Tanzszenen 2013 auf Platz 2 der meistkonsumierten illegalen Substanzen rangieren, hinter Speed.
Der Europäische Drogenbericht 2015 bezieht sich zur Verbreitung von Drogen auf eine Teilauswertung des Global Drug Survey, eine nicht-repräsentative Online-Befragung, wonach unter 25.790 befragten Personen im Alter zwischen 15 und 34 Jahren in zehn europäischen Ländern, die regelmäßig an „Clubveranstaltungen“ teilnehmen, eine 12-Monats-Prävalenz für MDMA von 37 % besteht. Auch wenn diese Zahl nicht repräsentativ ist, so liegt sie doch deutlich vor den meisten anderen der in derselben Analyse für andere Drogen gemessenen Werten (Cannabis 55 %, Kokain 22 %, Amphetamine 19 %, Ketamin 11 %, Mephedron 3 %, synthetische Cannabinoide 3 %, GHB 2 %).
Laut einer Umfrage unter „jungen Partygängern“, die ab 2013 in verschiedenen deutschen Städten durchgeführt wurde, liegt MDMA sogar mit einer 12-Monats-Prävalenz von 52,0 % vor Speed (51,1 %), aber deutlich hinter Cannabis (75,1 %). 30,2 % der Befragten gaben an, MDMA innerhalb der letzten 30 Tage konsumiert zu haben.
Weiter heißt es in dem Bericht 2014 der Deutschen Beobachtungsstelle für Drogen und Drogensucht:

„Die Popularität von Ecstasy bzw. MDMA ist weiterhin auf die Szenen aus dem Bereich ‚elektronische Tanzmusik‘ begrenzt. Dort hat es 2013 einen Anstieg der Konsumentenzahlen gegeben. Die Trendscouts gehen davon aus, dass etwa die Hälfte aller Szeneangehörigen im vergangenen Jahr mindestens einige Male Ecstasy bzw. MDMA genommen hat; die Verfügbarkeit wird als ‚hervorragend‘ eingeschätzt. Einen leichten Anstieg gab es außerhalb dieser Umfelder nur in der Punkrock-Szene im Zuge der Etablierung von Partys mit elektronischer Musik. Das Angebot und die Verbreitung von Ecstasy-Tabletten sind immer noch höher als diejenigen von kristallinem MDMA. Ecstasy-Tabletten mit besonders hohem Wirkstoffgehalt (bis zu 200 mg) haben vermehrt zur unfreiwilligen Einnahme großer Mengen MDMA geführt, was zu einer sichtbaren Häufung des Auftretens unerwünschter Nebenwirkungen geführt hat.“

Die Europäische Beobachtungsstelle für Drogen und Drogensucht (EMCDDA) will ebenfalls Tendenzen für ein „Aufleben“ des Interesses an MDMA beobachtet haben, was angeblich an einer leichteren Verfügbarkeit des Wirkstoffs liegen soll. So heißt es im Drogenbericht 2013: „Seit Kurzem scheinen die Ecstasy-Hersteller effizientere Wege zur Beschaffung von MDMA gefunden zu haben, was sich im Inhalt der Tabletten niederschlägt.“
Schätzungen der EMCDDA zufolge haben in ganz Europa im Jahr 2012 – innerhalb des zurückliegenden Jahres – rund 1,8 Millionen junge Erwachsene „Ecstasy“ (MDMA) konsumiert. Mit einer 12-Monate-Prävalenz des Ecstasy-Konsums bei jungen Erwachsenen von knapp 3 Prozent scheint MDMA 2012 in Großbritannien am populärsten zu sein, gefolgt von der Tschechischen Republik und Spanien (zwischen 1 und 2 Prozent). Für Deutschland liegt mit einer Prävalenz von rund 1 Prozent für die Jahre 2008/2009 der letzte aktuelle Wert vor. Auch in den Niederlanden wurden leicht überdurchschnittliche Werte von >1 % gemessen, allerdings sind die letzten verfügbaren Daten von 2003/2004.
Als bedeutende Produktionsstandorte sind laut EMCDDA Belgien und die Niederlande sowie Polen und die baltischen Länder bekannt, aber auch in Bulgarien, Deutschland und Ungarn wurden Labore entdeckt.
MDMA wird laut Abwasseruntersuchungen von verschiedenen europäischen Großstädten nachweislich hauptsächlich am Wochenende konsumiert. Unter den untersuchten 42 Städten war Amsterdam die Stadt mit dem stärksten MDMA-Konsum, gefolgt von Utrecht und Antwerpen. In Deutschland nahmen nur Dortmund, Dresden und Dülmen an der Untersuchung teil, wobei lediglich in Dortmund eine signifikante Verbreitung gemessen wurde, die allerdings deutlich unter dem Konsum in den meisten anderen untersuchten Städten in Europa liegt.

## Debatte um Legalisierung
Im Gegensatz zu Cannabis gibt es betreffend MDMA praktisch keine wahrnehmbare öffentliche Debatte über eine mögliche Legalisierung. Wenn überhaupt, dann beziehen sich entsprechende Forderungen meist auf eine mögliche Verwendung in der Psychotherapie. Eine entsprechende Petition an den Deutschen Bundestag war nicht erfolgreich.
2015 startete in den Niederlanden die Jugendorganisation der Partei Democraten 66 eine Unterschriftenaktion zur Entkriminalisierung von MDMA.

## Rechtslage in Europa

### Deutschland
MDMA wurde mit der Zweiten Betäubungsmittelrechts-Änderungsverordnung mit Wirkung zum 1. August 1986 in die Anlage I des deutschen Betäubungsmittelgesetzes aufgenommen. Seither ist MDMA in Deutschland weder verkehrs- noch verschreibungsfähig. Das bedeutet auch, dass für MDMA vom Gesetzgeber die medizinische Nutzen-Risiko-Abwägung als negativ eingestuft wurde und für den legalen Arzneimittelverkehr nicht mehr in Frage kommt.
Die Aufnahme in das Betäubungsmittelgesetz (BtMG) geschah im Einklang mit internationalen Abkommen. Herbert Rusche, ein damaliger Bundestagsabgeordneter der Grünen, reichte folgende Anfrage an die Bundesregierung ein: „1. Welche profunden Erkenntnisse bewegten die Bundesregierung dazu, MDMA unter Anlage 1 des BtMG einzuordnen?“ Die Antwort des zuständigen Ministeriums lautete:

„Bei MDMA handelt es sich um einen Meskalin-Amphetamin-Analogstoff, der zu den sogenannten Designer-Drugs gehört. MDMA wurde durch einstimmigen Beschluss der Suchtstoff-Kommission des Wirtschafts- und Sozialrates der UN vom 11. Februar 1986 in den Anhang 1 des Übereinkommens von 1971 über psychotrope Stoffe aufgenommen. Für die BRD ergab sich hieraus die Verpflichtung, MDMA in gleicher Weise als Suchtstoff zu kontrollieren. Diese Verpflichtung hat die Bundesregierung durch die Einstufung von MDMA in die Anlage 1 des BtMG erfüllt.“

Da sich das deutsche Betäubungsmittelgesetz im Wesentlichen auf chemische Inhaltsstoffe von Rauschmitteln bezieht, wurden Abwandlungen der Wirkstoffe häufig gewerblich vermarktet. Sie galten so lange als legal, bis eine Revision des Betäubungsmittelgesetzes stattgefunden hatte. Dieses Phänomen sorgte wiederum dafür, dass jedes Jahr eine ganze Reihe neuer Substanzen in das Betäubungsmittelgesetz aufgenommen wurde. Deshalb wurde 2016 das Neue-psychoaktive-Stoffe-Gesetz eingeführt.
Unabhängig von den Verboten des BtMG ist das Fahren von Kraftfahrzeugen unter MDMA-Einfluss gem. § 24a StVG ordnungswidrig, im Falle einer daraus resultierenden Fahruntüchtigkeit ist das Führen von Fahrzeugen oder Kraftfahrzeugen strafbar gem. § 316 StGB.

### Großbritannien
Im Vereinigten Königreich sind entaktogene Amphetamine wie MDA, MDEA und das MDMA seit 1977 illegal und der Kategorie der Drogen zugeordnet, deren Handel und Konsum am schärfsten sanktioniert wird.

### Schweiz
In der Schweiz sind Herstellung, Handel, Verarbeitung und Konsum von MDMA verboten (Art. 19a, BtMG). Besitz von geringen Mengen und eigener oder gemeinsamer Konsum durch Erwachsene ist nicht strafbar (Art. 19b, BetmG). Das Führen eines Fahrzeuges ist verboten. Widerhandlung führt zu mindestens dreimonatigem Führerausweis-Entzug. Seit 2014 sind Ausnahmebewilligungen für MDMA-unterstützte Therapien möglich.

### Österreich
Siehe Suchtmittelgesetz (Österreich).

## Rechtslage außerhalb Europas

### Australien
Als weltweit erstes Land erlaubte Australien zum 1. Juli 2023 die Verschreibung von MDMA durch Psychiater mit einer speziellen Berechtigung zur Behandlung von posttraumatischen Belastungsstörungen.

### Kanada
Seit Januar 2023 ist in der kanadischen Provinz Alberta die Nutzung von MDMA zu medizinischen Zwecken im Rahmen der Psychotherapie mit Psychedelika legal.

### USA
Ab Anfang der 1980er erlangte MDMA eine gewisse Bekanntheit. In dieser Zeit war die Droge noch immer legal. In den USA konnte MDMA als Ecstasy zum Teil in Bars und Apotheken gekauft werden. Die schnelle Ausbreitung des Konsums der Droge war der Grund, warum MDMA schließlich in den USA verboten wurde. Noch 1985 wurde die US-Behörde Drug Enforcement Administration (DEA) von Konsumenten verklagt, weil sie Ecstasy verbieten wollte. Diese Auseinandersetzung war mitverantwortlich für eine große Popularität und Verbreitung der Droge. Der US-Kongress erließ aber ein Gesetz, welches der DEA erlaubte, nahezu jede Droge, von der sie eine Gefährdung der Gesundheit erwartete, einstweilig zu verbieten. Seit dem 1. Juli 1985 ist MDMA in den Vereinigten Staaten illegal.
Psychotherapeuten, die einen großen therapeutischen Nutzen der Substanz erwarteten, wollten erreichen, dass MDMA zumindest als Medikament für die Psychotherapie eingesetzt werden kann und dass es auch weiterhin erforscht werden darf. Die DEA entschied anders und ordnete MDMA dauerhaft in die strengste Kategorie (Schedule 1) für Drogen ein.

## Rechtslage (Vereinte Nationen)
Die Mitgliedsstaaten der UN unterzeichneten 1971 die Konvention über psychotrope Substanzen, dabei folgten sie den Empfehlungen des Suchtstoffkontrollrats der UNO (INCB). Unter dem Druck der USA wurde MDMA dann 1986 in den Anhang 1 der Konvention aufgenommen.

## Externe Links zu erwähnten Verbindungen
1. ↑  Externe Identifikatoren von bzw. Datenbank-Links zu 3,4-Methylendioxy-N-methylamphetamin Hydrochlorid:  CAS-Nr.: 64057-70-1, EG-Nr.: 684-857-1, ECHA-InfoCard: 100.210.296, PubChem: 71285, ChemSpider: 64409, Wikidata: Q22330487.
2. ↑  Externe Identifikatoren von bzw. Datenbank-Links zu MDMA [(R)-Form, freie Base]:  CAS-Nr.: 81262-70-6, PubChem: 667458, Wikidata: Q22344244.
3. ↑  Externe Identifikatoren von bzw. Datenbank-Links zu MDMA [(S)-Form, freie Base]:  CAS-Nr.: 66142-89-0, PubChem: 854031, ChemSpider: 746417, Wikidata: Q22343708.
4. ↑  Externe Identifikatoren von bzw. Datenbank-Links zu MDMA  [(R)-Form·Hydrochlorid]:  CAS-Nr.: 69558-31-2, PubChem: 76957545, ChemSpider: 34991899, Wikidata: Q135205904.
5. ↑  Externe Identifikatoren von bzw. Datenbank-Links zu MDMA [(S)-Form·Hydrochlorid]:  CAS-Nr.: 69558-32-3, PubChem: 22831525, Wikidata: Q135205909.